# Anna Amálie Pruská
Princezna Anna Amálie Pruská (9. listopadu 1723 Berlín – 30. března 1787 Berlín) byla německá hudební skladatelka a nejmladší sestra pruského krále Fridricha II. Velikého.

## Biografie

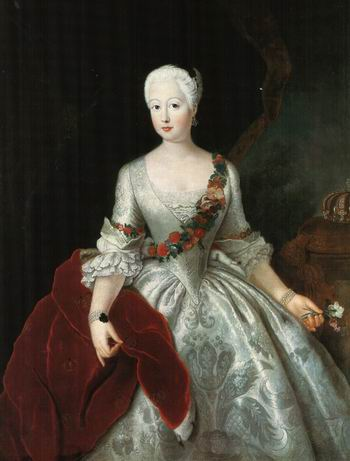
Princezna Anna Amálie Pruská

Amálie (podle francouzského mravu rovněž Amélie) se narodila 9. listopadu 1723 v Berlíně jako nejmladší ze čtrnácti dětí pruského krále Bedřicha Viléma I. a jeho manželky Žofie Dorotey Hannoverské. Žofiino těhotenství do poslední chvíle nebylo rozpoznáno – potíže, které měla, přičítali královští lékaři jiné příčině. Tak se stalo, že se princezna narodila pouze v přítomnosti krále a za pomoci komorné jménem Ramen (jak se ukázalo, byla to králova donašečka, jejímž přičiněním bylo vyzrazeno mnohé královnino tajemství ).
Anna Amálie vyrůstala společně se svou o tři roky starší sestrou Luisou Ulrikou. Ta se provdala za švédského následníka trůnu, vévodu Holstein-Gottorp a pozdějšího krále Adolfa Frederika, který si původně myslil na Annu Amálii; ta však nesouhlasila s konverzí od kalvinismu k luteránství.
Na svatbě své sestry v červnu 1744 Anna Amálie poznala Fridricha von der Trenck. Jestli zde vznikl intimní vztah, není historicky doloženo; celá historie je založena na značně vychloubačných pamětech Trenckových. Jeden nalezený Trenckův dopis z roku 1787 ukazuje nicméně přinejmenším značnou důvěrnost mezi ním a princeznou. Amálie se nikdy neprovdala a následně byla ve svém chování stále více nevyrovnaná, neústupná, uštěpačná a sarkastická. Trenck byl v roce 1745 uvězněn a bez obvinění uvržen do slezské pevnosti Kladsko, patrně proto, že ho Bedřich II. podezíral ze špionážních kontaktů s jeho příbuzným v rakouských službách, pandurem Františkem Trenckem.
Bedřich Veliký učinil z Amálie v roce 1756 abatyši kláštera v Quedlinburgu, aby svou neprovdanou sestru zabezpečil způsobem odpovídajícím jejímu původu a postavení. Ona však svůj klášter navštěvovala jen zřídka, většinou se zdržovala v Berlíně. Dvorského života se účastnila především v období sedmileté války. V roce 1758 se odvážila v bitvě u Hochkirchu návštěvy svého bratra v jeho polním táboře.
Amálie absolvovala vícekrát lázeňskou kúru v Cáchách a Spa, neboť její zdravotní stav se s přibývajícím věkem znatelně zhoršil. Zde měla poznat rodinu svobodného pána von Trenck. Po Bedřichově smrti se měla podle dříve neznámého údaje od Dieudonné Thiébaulta v roce 1787 osleplá Amálie s Trenckem naposledy setkat. Při tomto setkání ho měla ujišťovat, že se postará o jeho dcery. Několik týdnů poté zemřela.
O Amálii se pro její umíněnost i rysy obličeje říkalo, že je ze všech sourozenců nejvíce podobná svému královskému bratrovi. Kvůli jejím aktivitám a jejímu angažmá byla jeho důvěrnicí. Bedřich také neváhal opakovaně platit Amáliiny dluhy.

## Hudební dílo
Kvůli svému otci zvanému vojenský král, jenž nesnášel hudbu, mohla se muzikálně nadaná a hudbymilovná Amálie teprve po jeho smrti, ve věku 17 let učit hrát na cembalo a klavír. Ve 21 letech začala brát hodiny kompozice, k tomu přistoupila hra na flétnu, loutnu, varhany a housle. U Johanna Philippa Kirnbergera se učila dalším kompozičním technikám, jako je kontrapunkt. K jejím osobitým skladbám náleží vedle kantát a chorálů také pochody.
Amálie, jejímž velkým vzorem byl Johann Sebastian Bach, je známa díky svým sbírkám i v bádání o tomto velikánovi barokní hudby. Sbírka not a manuskriptů, zvaná Amáliina knihovna (Amalienbibliothek) – nezaměňovat s knihovnou vévodkyně Anny Amálie (Herzogin Anna Amalia Bibliothek), pojmenované po vévodkyni Anně Amálii Brunšvicko-Wolfenbüttelské – dnes náleží k raritám Státní knihovny v Berlíně (Staatsbibliothek zu Berlin).
Amálie nechala v roce 1755 postavit pro berlínský zámek reprezentativní barokní varhany (od Johanna Petera Migendta a Ernsta Julia Marxe). Nástroj byl pro ni velmi důležitý a když v roce 1767 přesídlila do Paláce princezen na berlínském prospektu Unter den Linden, stěhovaly se s ní i varhany. Po několikerém dalším stěhování našly Amáliiny varhany místo v kostele v Berlíně-Karlshorstu. Carl Philipp Emanuel Bach psal pro ni varhanní sonáty a zmiňuje ji ve své autobiografii (vedle Bedřicha Velikého) jako svou královskou mecenášku.
Další varhany nechala Amálie postavit (opět od E. J. Marxe) v roce 1776 pro Vernezoberský palác (Palác prince Albrechta); tento nástroj se však nedochoval.

## Film
- V roce 2002 byl vztah Amálie a von Trencka zfilmován ve snímku Trenck – Zwei Herzen gegen die Krone (Trenck - dvě srdce proti koruně); Annu Amálii hraje Alexandra Maria Lara. Snímek ovšem zachází s historickými fakty velmi volně. Na konci filmu se stane z Anny Amálie a Trencka pár a opouštějí se svolením Bedřicha II. Prusko.

## Vývod z předků
|                    |                                     |  |                            |                                        |  |  |  |  |  |  |  | Jiří Vilém Braniborský |
|                    |                                     |  |                            |                                        |  |  |  |  |  |  |  |                        |
|                    | Fridrich Vilém I. Braniborský       |  |                            |                                        |  |  |  |  |  |  |  |                        |
|                    |                                     |  |                            |                                        |  |  |  |  |  |  |  |                        |
|                    |                                     |  |                            | Alžběta Šarlota Falcká                 |  |  |  |  |  |  |  |                        |
|                    |                                     |  |                            |                                        |  |  |  |  |  |  |  |                        |
|                    | Fridrich I. Pruský                  |  |                            |                                        |  |  |  |  |  |  |  |                        |
|                    |                                     |  |                            |                                        |  |  |  |  |  |  |  |                        |
|                    |                                     |  |                            | Frederik Hendrik Oranžský              |  |  |  |  |  |  |  |                        |
|                    |                                     |  |                            |                                        |  |  |  |  |  |  |  |                        |
|                    | Luisa Henrietta Oranžská            |  |                            |                                        |  |  |  |  |  |  |  |                        |
|                    |                                     |  |                            |                                        |  |  |  |  |  |  |  |                        |
|                    |                                     |  |                            | Amálie zu Solms-Braunfels              |  |  |  |  |  |  |  |                        |
|                    |                                     |  |                            |                                        |  |  |  |  |  |  |  |                        |
|                    | Fridrich Vilém I.                   |  |                            |                                        |  |  |  |  |  |  |  |                        |
|                    |                                     |  |                            |                                        |  |  |  |  |  |  |  |                        |
|                    |                                     |  |                            | Jiří Brunšvicko-Lüneburský             |  |  |  |  |  |  |  |                        |
|                    |                                     |  |                            |                                        |  |  |  |  |  |  |  |                        |
|                    | Arnošt August Brunšvicko-Lüneburský |  |                            |                                        |  |  |  |  |  |  |  |                        |
|                    |                                     |  |                            |                                        |  |  |  |  |  |  |  |                        |
|                    |                                     |  |                            | Anna Eleonora Hesensko-Darmstadtská    |  |  |  |  |  |  |  |                        |
|                    |                                     |  |                            |                                        |  |  |  |  |  |  |  |                        |
|                    | Žofie Šarlota Hannoverská           |  |                            |                                        |  |  |  |  |  |  |  |                        |
|                    |                                     |  |                            |                                        |  |  |  |  |  |  |  |                        |
|                    |                                     |  |                            | Fridrich Falcký                        |  |  |  |  |  |  |  |                        |
|                    |                                     |  |                            |                                        |  |  |  |  |  |  |  |                        |
|                    | Žofie Hannoverská                   |  |                            |                                        |  |  |  |  |  |  |  |                        |
|                    |                                     |  |                            |                                        |  |  |  |  |  |  |  |                        |
|                    |                                     |  |                            | Alžběta Stuartovna                     |  |  |  |  |  |  |  |                        |
|                    |                                     |  |                            |                                        |  |  |  |  |  |  |  |                        |
| Anna Amálie Pruská |                                     |  |                            |                                        |  |  |  |  |  |  |  |                        |
|                    |                                     |  |                            |                                        |  |  |  |  |  |  |  |                        |
|                    |                                     |  | Jiří Brunšvicko-Lüneburský |                                        |  |  |  |  |  |  |  |                        |
|                    |                                     |  |                            |                                        |  |  |  |  |  |  |  |                        |
|                    | Arnošt August Brunšvicko-Lüneburský |  |                            |                                        |  |  |  |  |  |  |  |                        |
|                    |                                     |  |                            |                                        |  |  |  |  |  |  |  |                        |
|                    |                                     |  |                            | Anna Eleonora Hesensko-Darmstadtská    |  |  |  |  |  |  |  |                        |
|                    |                                     |  |                            |                                        |  |  |  |  |  |  |  |                        |
|                    | Jiří I.                             |  |                            |                                        |  |  |  |  |  |  |  |                        |
|                    |                                     |  |                            |                                        |  |  |  |  |  |  |  |                        |
|                    |                                     |  |                            | Fridrich Falcký                        |  |  |  |  |  |  |  |                        |
|                    |                                     |  |                            |                                        |  |  |  |  |  |  |  |                        |
|                    | Žofie Hannoverská                   |  |                            |                                        |  |  |  |  |  |  |  |                        |
|                    |                                     |  |                            |                                        |  |  |  |  |  |  |  |                        |
|                    |                                     |  |                            | Alžběta Stuartovna                     |  |  |  |  |  |  |  |                        |
|                    |                                     |  |                            |                                        |  |  |  |  |  |  |  |                        |
|                    | Žofie Dorotea Hannoverská           |  |                            |                                        |  |  |  |  |  |  |  |                        |
|                    |                                     |  |                            |                                        |  |  |  |  |  |  |  |                        |
|                    |                                     |  |                            | Jiří Brunšvicko-Lüneburský             |  |  |  |  |  |  |  |                        |
|                    |                                     |  |                            |                                        |  |  |  |  |  |  |  |                        |
|                    | Jiří Vilém Brunšvicko-Lüneburský    |  |                            |                                        |  |  |  |  |  |  |  |                        |
|                    |                                     |  |                            |                                        |  |  |  |  |  |  |  |                        |
|                    |                                     |  |                            | Anna Eleonora Hesensko-Darmstadtská    |  |  |  |  |  |  |  |                        |
|                    |                                     |  |                            |                                        |  |  |  |  |  |  |  |                        |
|                    | Žofie Dorotea z Celle               |  |                            |                                        |  |  |  |  |  |  |  |                        |
|                    |                                     |  |                            |                                        |  |  |  |  |  |  |  |                        |
|                    |                                     |  |                            | Alexandre Desmier, Seigneur d'Olbreuse |  |  |  |  |  |  |  |                        |
|                    |                                     |  |                            |                                        |  |  |  |  |  |  |  |                        |
|                    | Éléonore Desmier d'Olbreuse         |  |                            |                                        |  |  |  |  |  |  |  |                        |
|                    |                                     |  |                            |                                        |  |  |  |  |  |  |  |                        |
|                    |                                     |  |                            | Jacquette Poussard du Bas-Vandré       |  |  |  |  |  |  |  |                        |
|                    |                                     |  |                            |                                        |  |  |  |  |  |  |  |                        |